# Tuula Laaksalo
Tuula Kaarina Laaksalo (née le 21 avril 1953 à Rovaniemi) est une athlète finlandaise, spécialiste du lancer du javelot. 

## Biographie
Au niveau national, Tuula Laaksalo remporte le titre lors de championnats de Finlande à trois reprises, en 1982, 1984 et 1988.

### Palmarès
| Date | Compétition           | Lieu        | Résultat | Performance |
| ---- | --------------------- | ----------- | -------- | ----------- |
| 1982 | Championnats d'Europe | Athènes     | 12e      | 58,52 m     |
| 1983 | Championnats du monde | Helsinki    | 6e       | 62,44 m     |
| 1984 | Jeux olympiques       | Los Angeles | 4e       | 66,40 m     |

### Records
| Épreuve           | Performance | Lieu       | Date            |
| ----------------- | ----------- | ---------- | --------------- |
| Lancer du javelot | 67,40 m     | Pihtipudas | 24 juillet 1983 |